# Wydawnictwo muzyczne
Wydawnictwo muzyczne – organizacja przemysłu muzycznego, zajmująca się produkcją, nagrywaniem, dystrybucją i promocją nagrań audio, czasem wideo np. z koncertów (wytwórnia płytowa, wytwórnia fonograficzna; ang. record label, label); oraz zajmująca się publikacją nut, książek o muzyce, encyklopedii muzycznych.

## Nośniki dźwięku
Dawniej muzykę publikowano w formie zapisu nutowego, rolek papierowych (stosowanych w pianolach), kasetach magnetofonowych. W XXI wieku muzyka publikowana jest na płytach gramofonowych,  płytach CD, innych płytach optycznych.

## Duże wydawnictwa muzyczne

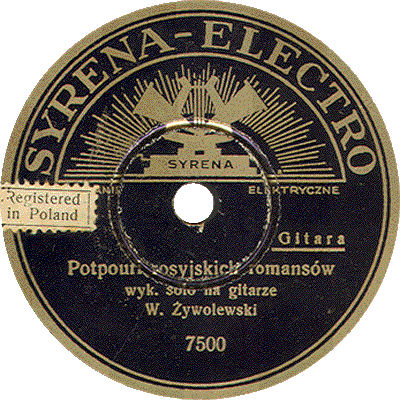
Płyta gramofonowa wyprodukowana w roku 1932 w wytwórni Syrena Electro

Największe wydawnictwa muzyczne, o rozpoznawalnych markach, są częścią kilku międzynarodowych firm (zob. wielka czwórka wytwórni płytowych), w tym:
- Universal Music Group (USA)[a] 32,4%,
- Sony Music Entertainment (Japonia/Niemcy/USA)[b] 30,3%,
- Warner Music Group (USA)[c] 19,2%,
- EMI Group (Wielka Brytania)[d] 6,8%,

które opanowały prawie cały światowy przemysł muzyczny, choć obserwuje się powrót niezależnych wydawnictw.
Polskie firmy
Produkcję pierwszych gramofonów i płyt rozpoczęto w Polsce w roku 1899, a w roku 1910 w Warszawie działało już 10 wytwórni gramofonów. Fabryka Juliusza Feigenbauma, późniejsza Syrena Rekord, została uruchomiona w 1904. W Syrenie w roku 1911 wytwarzano ok. 6 tysięcy płyt. W tych latach powstały też Harmonia Record, Cristal-Electro i liczne filie przedsiębiorstw zagranicznych, np. niemieckiego Odeonu.
W pierwszych latach po II wojnie światowej w Polsce działały takie wytwórnie prywatne, jak Mewa, Fogg Record, Gong. Po likwidacji wytwórni prywatnych do wczesnych lat 90 XX w. funkcjonowały wytwórnie muzyczne takie jak: Tonpress, Polton, PolJazz, Pronit, Wifon, Arston, Savitor i Polskie Nagrania „Muza” (utworzona w latach 40 XX w. na bazie przedwojennej (znacjonalizowanej) wytwórni Odeon). Część z nich upadła. Powstały nowe wydawnictwa, m.in. S.P. Records, Metal Mind Productions czy Mystic Production.